# Нова Бистріца
Нова́ Бистріца (словац. Nová Bystrica) — село в окрузі Чадця Жилінського краю Словаччини. Станом на січень 2017 року в селі проживало 2816 людей.

## Географія
Протікає річки Вихиловка; Гарвелка і потік Хмуров. Розташоване водосховише Нова Бистріца.

## Населення
| Рік:            | 1994. | 2004.   | 2014.   | 2024.   |
| --------------- | ----- | ------- | ------- | ------- |
| Кількість осіб: | 2928  | 2855    | 2781    | 2570    |
| Різниця:        |       | -2,49 % | -2,59 % | -7,58 % |

| Рік:            | 2023. | 2024.   |
| --------------- | ----- | ------- |
| Кількість осіб: | 2563  | 2570    |
| Різниця:        |       | +0,27 % |